# ميزوكي نومورا
ميزوكي نومورا (باليابانية: 野村美月) (1950، فوكوشيما في اليابان)؛ كاتِبة ومؤلِّفة وروائية يابانية. درست في جامعة تويو.

## روابط خارجية
- ميزوكي نومورا على موقع IMDb (الإنجليزية)
- ميزوكي نومورا على موقع ميوزك برينز (الإنجليزية)
- ميزوكي نومورا على موقع ANN person (الإنجليزية)